# Onufry Danilewicz

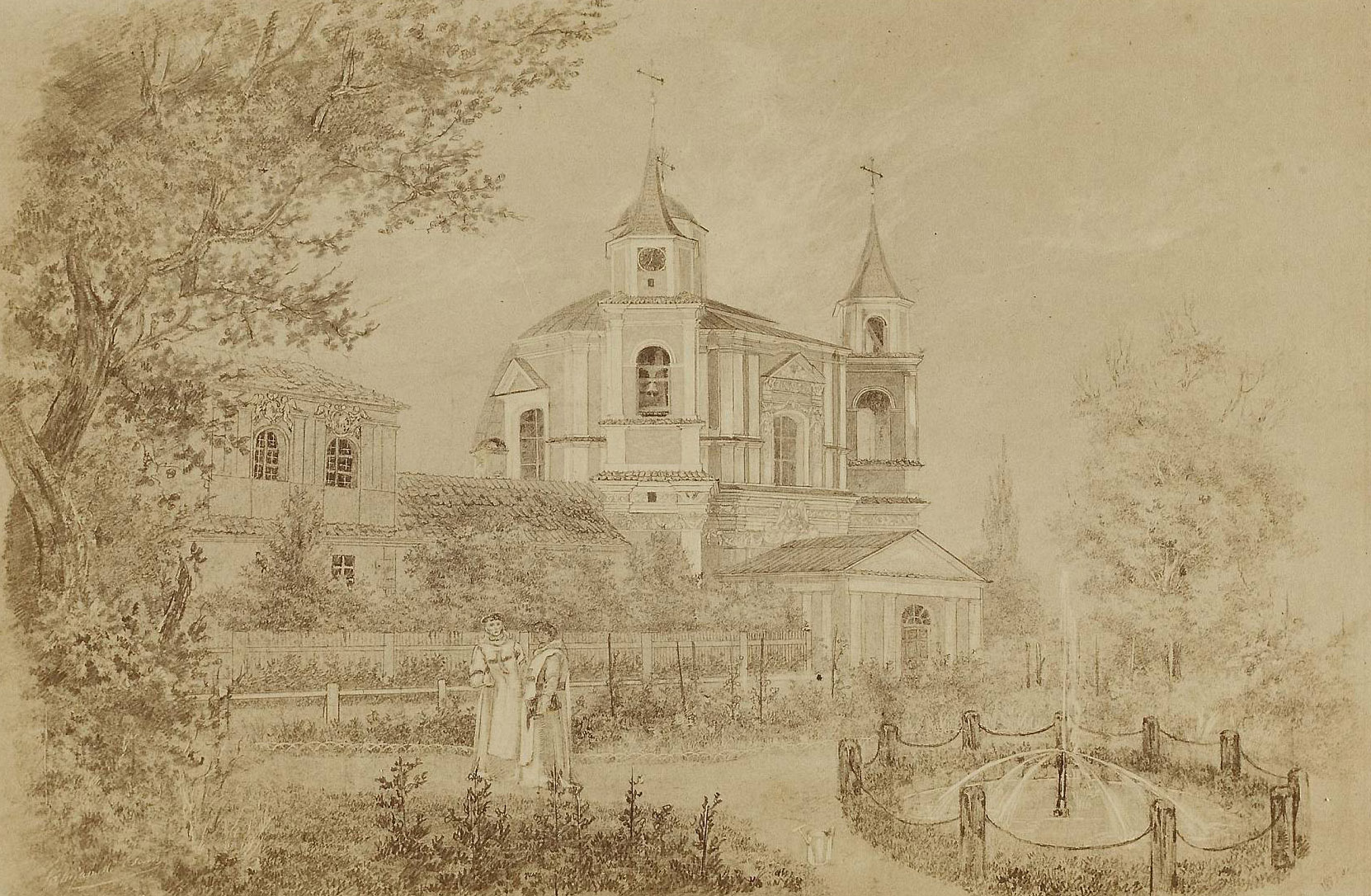
Kościół i klasztor trynitarzy na Antokolu w Wilnie

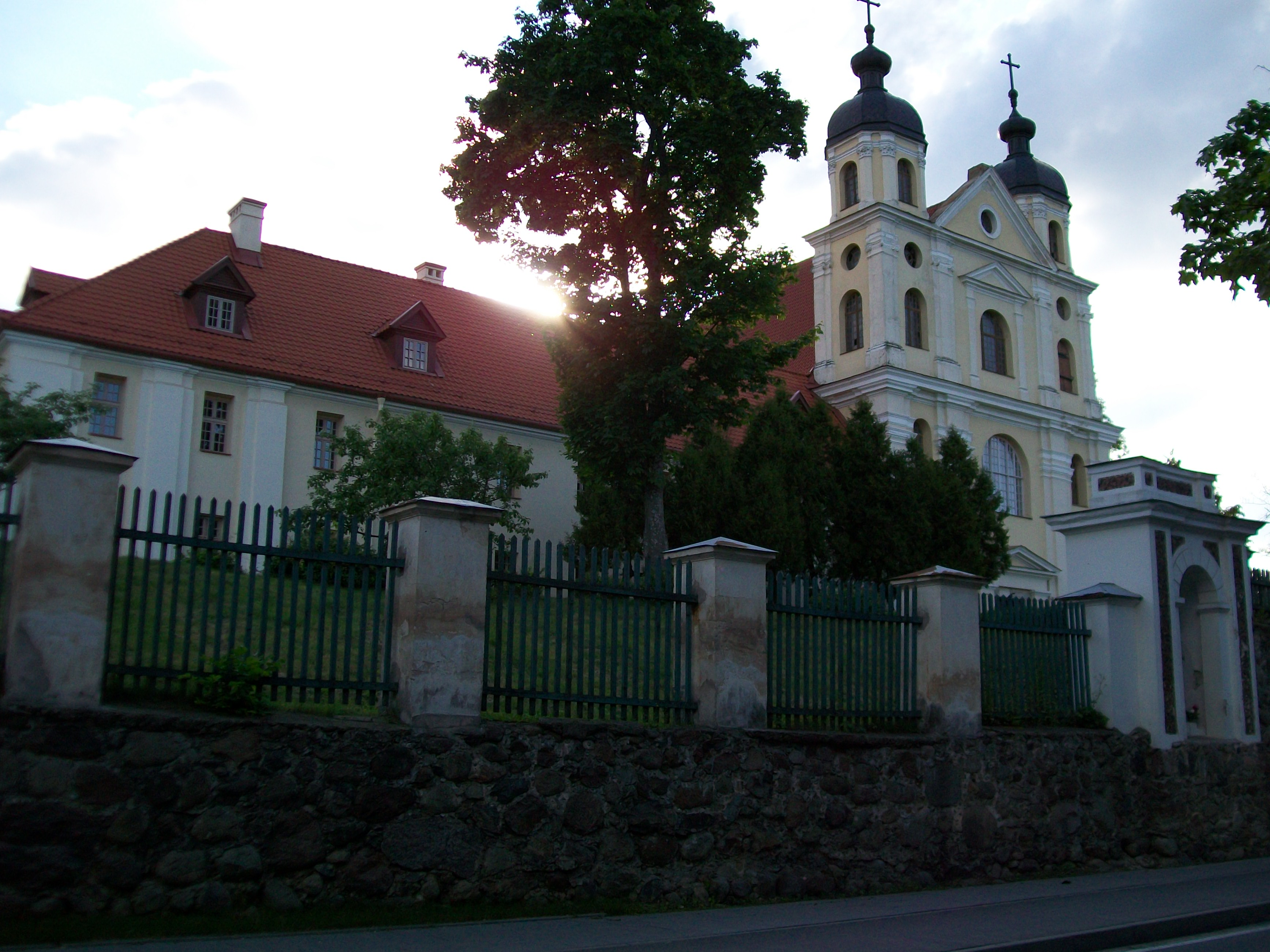
Kościół trynitarzy w Trynopolu

Onufry Danilewicz, pseud. Taczalski, imię zakonne Onufry od Najświętszego Sakramentu, właściwie Aleksander Kazimierz Danilewicz herbu Ostoja (ur. 27 I 1695 na Litwie, zm. 24 XII 1753 w Łucku) – ksiądz katolicki, trynitarz, lektor (profesor) filozofii oraz teologii scholastycznej i dogmatycznej, przełożony (minister) klasztoru w Wilnie na Antokolu, definitor polskiej prowincji zakonnej, pisarz ascetyczny, historyk i kronikarz swego zakonu.

## Życiorys
Onufry Danilewicz herbu Ostoja urodził się 27 I 1695 roku w dawnym pow. oszmiańskim na Litwie. Ochrzczony został w Kościele unickim. Jego rodzina należała do rodu heraldycznego Ostojów (Mościców) i została wspomniana przez Kaspra Niesieckiego w Herbarzu Polskim.
Danilewicz wstąpił do Zakonu Świętej Trójcy od Wykupu Niewolników na Antokolu w Wilnie ok. 1713 roku. Tam odbywał formację zakonną i studia teologiczne. Śluby zakonne złożył w roku 1715 w Trynopolu. W 1718 roku został wyświęcony na kapłana i odprawił Prymicję we Lwowie.
Danilewicz spełniał w zakonie liczne obowiązki m.in.: kaznodziei, prezydenta przyjmowanych nowych fundacji, przełożonego (ministra) klasztoru w Wilnie na Antokolu oraz dwukrotnie definitora polskiej prowincji zakonnej. Słynął z pięknej wymowy. Był także lektorem (profesorem) filozofii, teologii scholastycznej i dogmatycznej. Zapisał się w historii jako kronikarz swego zakonu. Jego najważniejszym dziełem w tym zakresie jest Facies chronologica (wyd. we Lwowie w 1748 roku). Był autorem kazań, m.in.:  Nowy Aaron Nazareński Jezus (wyd. w dwóch tomach, w Wilnie, w roku 1730), Roszczka Aaronowa (wyd. w 1732, w Wilnie, dedykowane Antoninie Sybilli z hr. de Waldstein Sapieżynie). Ponadto wydał dwie książki do nabożeństwa: Homo paulo minor ab Angelis i Aula Caelestis, dedykowaną Teofili z Sieniawskich Jabłonowskiej, fundatorce konwentu trynitarzy w Teofipolu. Onufry Danilewicz zmarł w Łucku w wigilię świąt Bożego Narodzenia w 1753 roku.